# Alberto Goldman
Alberto Goldman (ur. 12 października 1937 w São Paulo, zm. 1 września 2019 w São Paulo) – brazylijski inżynier, polityk, minister, gubernator.

## Życiorys
Jego rodzice pochodzili z Opola Lubelskiego. Ukończył studia na Universidade de São Paulo. Był brazylijskim inżynierem i politykiem. W latach 1980–1997 należał do Partii Brazylijskiego Ruchu Demokratycznego (PMDB) i w okresie od 2 października 1992 do 21 grudnia 1993 był ministrem transportu w gabinecie prezydenta Itamara Franco. Od 1997 należał do Brazylijskiej Partii Socjaldemokratycznej (PSDB) i od 2007 był wicegubernatorem, a następnie od 2 kwietnia 2010 do 1 stycznia 2011 gubernatorem stanu São Paulo.